# Ernst Julius Cohen
Ernst Cohen (Amsterdam, 7 maart 1869 - Auschwitz, 6 maart 1944) was een Nederlands scheikundige, eerste voorzitter van de Nederlandse Chemische Vereniging en rector van de Universiteit Utrecht. Hij werd een dag voor zijn 75e verjaardag in Auschwitz vermoord.

## Leven en werk
Ernst Julius Cohen volgde de HBS, leerde Grieks en Latijn en studeerde scheikunde vanaf 1888.
Cohen behaalde zijn doctoraat in 1893 aan de Universiteit van Amsterdam bij de Nobelprijswinnaar Jacobus van 't Hoff, op het proefschrift Het bepalen van overgangspunten langs electrischen weg en de electromotorische kracht bij scheikundige omzetting. Tot 1896 was hij privaatdocent, waarna hij assistent van Van 't Hoff werd.
Hij werd in 1902 benoemd tot gewoon hoogleraar in Utrecht en werkte vooral aan de allotropie, de verschillende kristalstructuren en daaraan gerelateerde stofeigenschappen van een gegeven metaalsoort. Samen met Cornelis van Eyk ontdekte hij dat tinpest het gevolg was van de verandering van de kristalstructuur van het chemisch element en metaal tin, als de omgevingstemperatuur onder de 13,2 °C daalt. Naast een aantal boeken schreef hij meer dan 400 artikelen.
Cohen onderzocht verschillende stoffen en maakte een onderscheid tussen enantiotropie en monotropie. Andere onderzoeksgebieden waarmee hij zich bezighield waren de elektrochemie van galvanische cellen, en de piëzochemie.
Cohen was de eerste voorzitter van de Nederlandse Chemische Vereniging (1903) en voorzitter van de International Union of Pure and Applied Chemistry (IUPAC), opgericht in 1919. Zijn wetenschappelijke verdiensten vonden erkenning in het hem aangeboden lidmaatschap van de Koninklijke Nederlandse Akademie van Wetenschappen (KNAW) in 1913, en in eredoctoraten van de Universiteit van Cambridge (1923), het Karlsruher Institut für Technologie en de Universiteit van Pennsylvania (1926). In de tweede helft van de jaren 20 beijverde Cohen zich als voorzitter van de Chemische Unie (IUPAC) sterk voor de toetreding van de Duitsers tot het genootschap, wat uiteindelijk in 1930 lukte.
Hij had een interesse voor de wetenschapsgeschiedenis van de scheikunde en publiceerde in 1907 een boek over de geschiedenis van lachgas. Ook schreef hij een biografie over Van 't Hoff. In 1939 ging hij met emeritaat.
Eind februari 1944 werd Cohen gedeporteerd naar Kamp Westerbork, in maart 1944 werd hij door vergassing om het leven gebracht in het vernietigingskamp Auschwitz. Volgens Hugo Kruyt was het "treffend" dat iemand die in Duitsland hoog geëerd was om wat hij voor dat land betekend had, door de nazi’s werd vermoord.